# Gastone Roversi
Gastone Roversi (Bologna, 15 gennaio 1923 – 19 dicembre 2021) è stato un dirigente sportivo e arbitro di calcio italiano.

## Biografia
Nell'AIA dal 1947, come direttore di gara ha raggiunto, tra il 1959 e il 1966, 85 presenze in serie A.
In seguito ha intrapreso la carriera dirigenziale diventando, negli anni settanta, presidente del Comitato Regionale Arbitri (CRA) Emilia-Romagna.
Dal 1981 al 1984 è stato responsabile delle designazioni degli arbitri di serie C1 e di serie C2; dal 1984 al 1987 commissario nella Commissione scambi interregionali dilettanti, e durante la stagione 1987-1988 è subentrato a Giuseppe Adami quale capo della Commissione arbitri interregionali.
È stato nominato "dirigente benemerito FIGC", massima carica onorifica nei quadri dirigenziali.